# Odius kelleri
Odius kelleri är en kräftdjursart som beskrevs av Heinrich Wilhelm Eduard van Bruggen 1907. Odius kelleri ingår i släktet Odius och familjen Odiidae. Inga underarter finns listade i Catalogue of Life.